# Городниця (річка)
Городниця — річка в Білорусі у Несвізькому районі Мінської області. Ліва притока річки Уши (басейн Німану).

## Опис
Довжина річки 11 км, похил річки 3 м/км, площа басейну водозбору 24 км². Формується безіменними струмками та загатами. Річище вздовж 9,1 км каналізоване.

## Розташування
Бере початок на північно-західній стороні від села Малоїди. Тече переважно на північний схід через село Єськовічи і впадає у річку Ушу, ліву притоку річки Німану.